# Grondschaaf

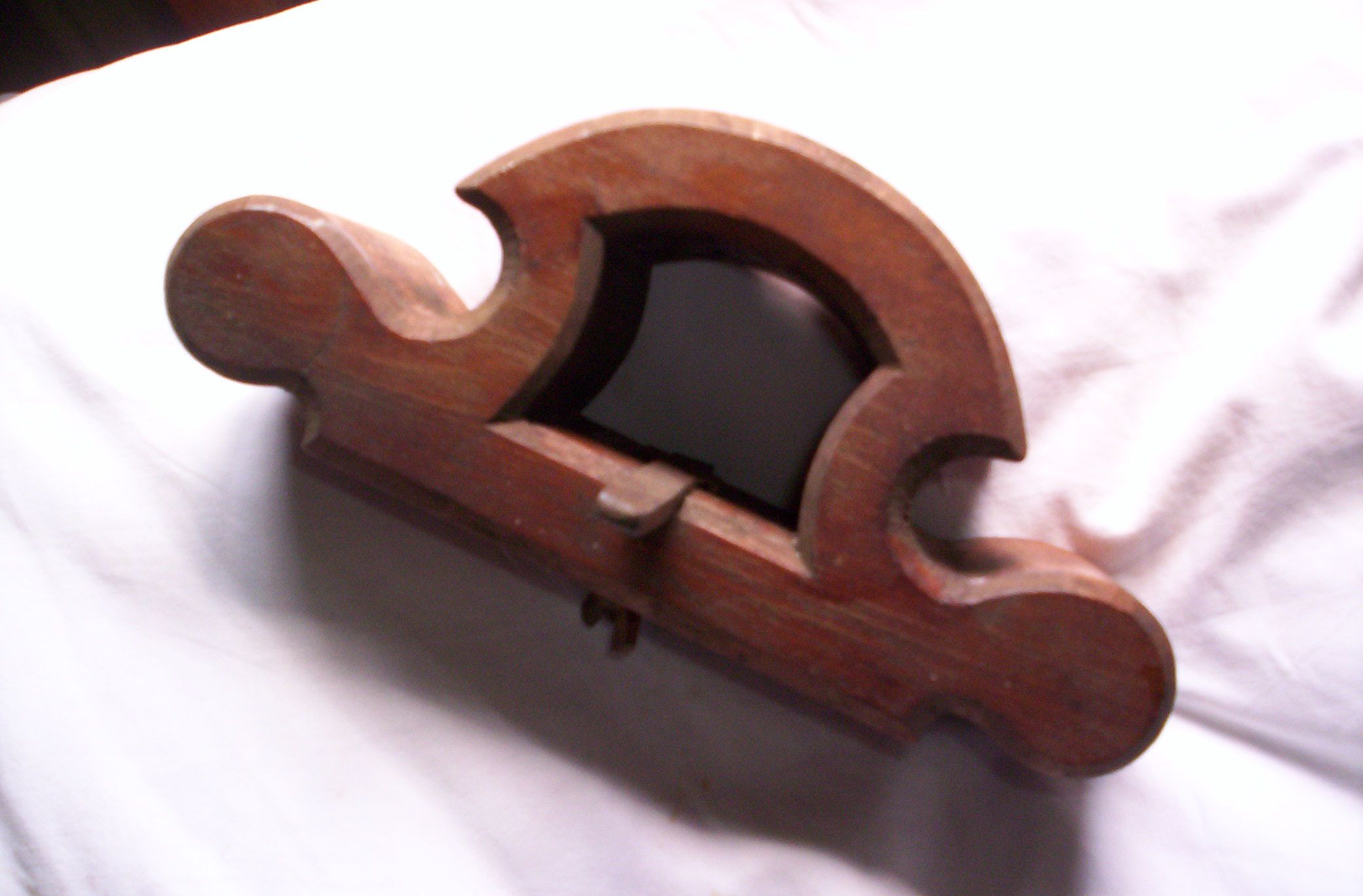
Grondschaaf

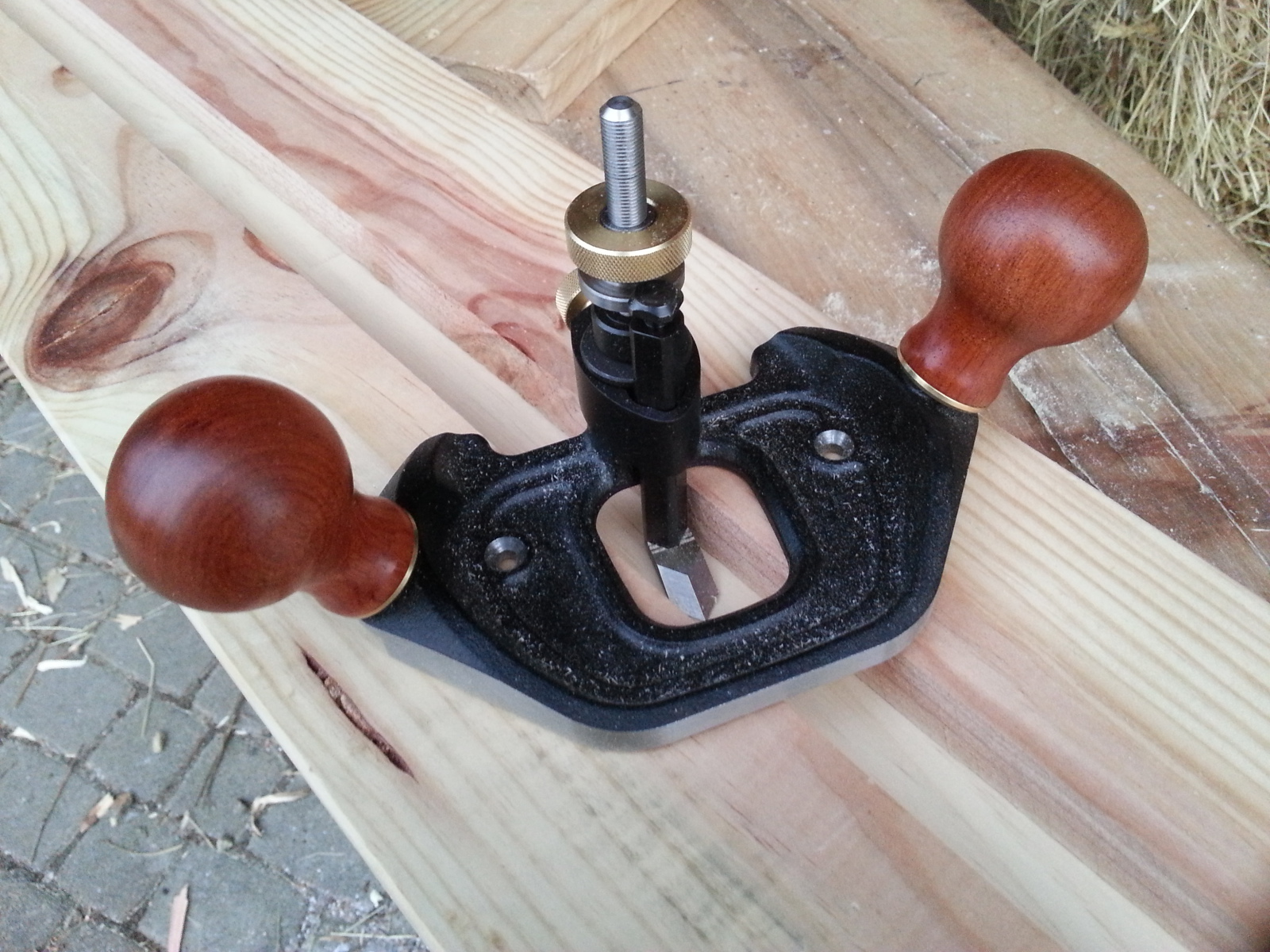
moderne Veritas grondschaaf

Een grondschaaf (horletoet, oudewijventand, trappenschaaf) is een schaaf met een smalle beitel, waarvan de steel onder een hoek van 90 graden staat zodat de diepte makkelijk verticaal kan worden ingesteld. De steel maakt onderin een bocht zodat de snijkant voor horizontaal snijden geschikt is. Dit snijdende deel staat wel horizontaal in de gleuf die glad gemaakt moet worden. De schaaf wordt met beide handen vastgehouden en steunt met de houder waarin het beiteltje zit op het materiaal dat naast te schaven gleuf zit. Er kunnen beitels in worden gezet van verschillende breedte. Deze schaaf wordt gebruikt om kepen op diepte te maken en/of de bodem van de keep glad en haaks met de zijkanten te maken. Bijvoorbeeld om de kepen of nesten voor traptreden en stootborden in trapbomen te maken.